# Monoxó
Monoxó (Monocho, Monosó, Monaxó, Monã-txiu), jedno od nekoliko plemena američkih Indijanaca nekad naseljeno u graničnom području država Bahia i Minas Gerais uz rijeku Itanhaem u Brazilu i Posto Paraguaçu. Posljednji preživjeli Monoxo, prema Loukotki živio je 1939. na rijeci Itanhaem. Jezično su pripadali porodici machacalian, velika porodica Macro-Ge. 